# Tyburcy Białobłocki
Tyburcy Białobłocki herbu Lubicz – miecznik ziemi łukowskiej w 1735 roku.
Elektor Stanisława Leszczyńskiego z województwa pomorskiego w 1733 roku. Poseł województwa pomorskiego na sejm zwyczajny pacyfikacyjny 1735 roku.